# Показательный процесс: История Pussy Riot
«Показательный процесс: История Pussy Riot» (англ. Pussy Riot: A Punk Prayer) — российско-британская документальная драма режиссёров Майка Лернера и Максима Поздоровкина. История Нади, Маши и Кати из феминистского арт-коллектива Pussy Riot. Цель авторов картины — погрузить зрителя в суть уголовного дела о художественной акции — «панк-молебне», исполненном как протест против сращивания церкви и государства, а также в их личную жизнь, взросление, семейные отношения. Детские фотографии, комментарии родителей перекликаются в фильме с фрагментами судебных заседаний.
18 января 2013 года черновая версия фильма была представлена на 29-м кинофестивале «Сандэнс» в рамках конкурсной программы «Мировое кино», где картина была удостоена специального приза жюри. Среди наград картины также премия BIFA и награда «Cinema for Peace» 64-го Берлинского кинофестиваля за лучший документальный фильм (вручалась Надежде Толоконниковой и Марии Алёхиной), «Новостная и документальная премия „Эмми“» за выдающуюся музыку и звук.
Права на фильм приобрёл американский телеканал HBO, который показал его в своём эфире 10 июля 2013 года. Вслед за американским каналом «Показательный процесс» 21 октября 2013 года показал британский BBC Four. Лента вошла в шорт-лист пятнадцати претендентов на премию «Оскар» 2014 года за лучший документальный полнометражный фильм, однако в финальный список пяти номинантов не попала. В России премьера состоялась 6 мая 2014 года на кинофестивале «32 мая».

## Сюжет
Первые кадры фильма — допрос трёх участниц группы Pussy Riot следователем. Одна из них, Надежда Толоконникова, говорит о том, что церковь должна пройти реформацию и предоставить женщинам возможность проводить богослужение в храмах: «Амвон — это место для женщины, потому что это негреховное создание». Девушка называет себя верующей, но говорит, что не причащается. Она рассказывает, что практически на всех акциях группы присутствует её отец, который поддерживает её. Вторая девушка, Мария Алёхина, подтверждает то, что она является участницей Pussy Riot, при этом отказывается что-либо рассказывать о группе. Следующая участница, Екатерина Самуцевич, говорит о том, что женщинам при рождении навязывается определённая роль в обществе, с которой многие из них не согласны, в том числе и она.
Демонстрируется архивная видеозапись, где три девушки в балаклавах рассказывают о концепции Pussy Riot. Они выступают против «авторитарного режима президента Владимира Путина, лишающего граждан базового права на участие в политике». Группа использует мирные методы и никого в прямом смысле «убивать» не собирается — в своих песнях они используют метафоры и художественные приёмы. Девушки говорят, что данный образ доступен каждому: для этого нужны маски, платья, музыкальные инструменты, а также место, где можно провести акцию.
За два месяца до акции в Храме Христа Спасителя пять участниц группы Pussy Riot проводят репетицию выступления в сквоте. Спустя шесть недель после ареста, трёх участниц доставляют на одно из судебных заседаний, в зале присутствует огромное количество фотокорреспондентов и журналистов. В России и во всём мире выступают люди, требующие освобождения участниц, но также выступают и недовольные акцией в храме. Тем временем участницы, находящиеся на свободе, проводят новую акцию.
Из рассказа родителей осуждённых участниц мы узнаём про их детство и взросление. Отец Надежды Толоконниковой говорит о том, что участие в арт-группе «Война» очень изменило его дочь: «Раньше было трудно вообще представить, что она публично может что-то сделать, не то, что поцеловать полицейского. Она была просто стеснительная, интровертный ребёнок-отличник, хорошая девочка».
Проходит ещё несколько судебных заседаний, в итоге суд назначает Надежде Толоконниковой и Марии Алёхиной наказание в виде двух лет лишения свободы, а Екатерине Самуцевич — два года условно. В конце показаны кадры, где Надежда Толоконникова в камере показывает листок с цитатой поэта Дмитрия Пригова: «А так не хочется порой за убеждения садиться, а надо!». На титрах фильма звучит песня Peaches «Free Pussy Riot!».

## Действующие лица
- Надежда Толоконникова — Надя, участница Pussy Riot
- Мария Алёхина — Маша, участница Pussy Riot
- Екатерина Самуцевич — Катя, участница Pussy Riot
- Андрей Толоконников — отец Надежды Толоконниковой
- Наталья Алёхина — мать Марии Алёхиной
- Станислав Самуцевич — отец Екатерины Самуцевич
- Марк Фейгин — адвокат Надежды Толоконниковой
- Виолетта Волкова — адвокат Екатерины Самуцевич
- Николай Полозов — адвокат Марии Алёхиной
- Пётр Верзилов — муж Надежды Толоконниковой
- Марина Сырова — судья
- Владимир Путин — президент РФ
- Патриарх Кирилл — патриарх Московский и всея Руси
- Ирина Хрунова — второй адвокат Екатерины Самуцевич

## История создания
Британский документалист Майк Лернер в феврале 2012 года увидел в английских СМИ фотографии акции Pussy Riot на Красной площади, после чего ему захотелось побольше узнать об этой группе. Когда группу арестовали после акции в храме Христа Спасителя, Лернеру стало понятно, что эта история «будет важной и симптоматичной не только в России, но для любого человека, которому важна творческая свобода и социальная справедливость». Кроме того, Pussy Riot вдохновлялись британским панк-роком, на котором вырос кинорежиссёр. Он приехал в Москву, где встретил сообщество художников и активистов — «целое моральное сопротивление».
«Это история о многом: политике, и религии, национальной идентичности, половом равноправии, природе свободы и непреходящей силе панк-рока» — говорит Лернер. Режиссёру поначалу было сложно разобраться в перипетиях отношений между церковью и политикой в России, помогал ему в этом преподающий курс русского авангарда в Гарварде режиссёр Максим Поздоровкин.
Максим Поздоровкин нашёл в девушках из Pussy Riot своих единомышленников, и чем больше он погружался в их мир, тем больше находил сходства: они читали одних и тех же философов и поэтов, ходили на одни выставки, слушали одну и ту же громкую музыку. По словам Поздоровкина, главная творческая сложность при съёмках заключалась в том, «как совместить истории трёх женщин с исторической панорамой нашего времени» и «как передать все культурные слои этой истории: оппозиционное движение в России, международный дух движения „Occupy“, новые волны международного феминизма, возрождение православия в России после 1991-го, роль политического искусства в современном обществе».
Режиссёр Поздоровкин видел свою задачу в том, чтобы «интеллектуально развить поднятую девушками тему и глубже проанализировать культурологические нюансы, которые не совсем адекватно преподносились российскими и мировыми СМИ».
Были отсняты интервью с известными музыкантами, такими, как Red Hot Chili Peppers, Пол Маккартни и Мадонна, однако в окончательную версию они не попали, так как целью авторов картины было дать девушкам рассказать свою версию, а не использовать экспертов:

Когда много лет живёшь в СССР или в России, начинаешь ощущать отвращение к пропаганде. Мы не хотели делать пропагандистский фильм, мы хотели показать личную историю девушек, личную историю людей.— Максим Поздоровкин

## Премьера
По словам Майка Лернера, «добрые люди из „Сандэнс“ раньше других увидели потенциал фильма» и включили его в свою конкурсную программу. После премьеры фильма Екатерина Самуцевич ответила на вопросы зрителей с помощью Skype. Новость о том, что фильм попал в шорт-лист претендентов на премию «Оскар», Лернер прокомментировал так:

Я думаю, это решение имеет очень мало общего с политикой и много с тем всеобщим уважением, сочувствием и восхищением, которые мир испытывает к Наде, Маше и Кате, к тому моральному авторитету, который они имеют.

## Критика
Картина собрала положительные отзывы в мировой кинопрессе. На сайте Rotten Tomatoes рейтинг фильма составляет 82 % с оценкой 6.9/10. Одной из главных героинь фильма, Екатерине Самуцевич, картина понравилась, родители участниц группы также её одобрили.
Хэнк Стювер из The Washington Post в статье «„Pussy Riot: панк-молебен“: удар по струнам задел за живое»: «Из захватывающего и глубоко волнующего документального фильма становится очевидно, что Pussy Riot — всего лишь проявление столкновения культур в путинской России». «Это не просто обзор отважной акции протеста в храме Христа Спасителя и последующего за ним судебного протеста, это фильм о нетолерантности и страхе», — пишет журналист. По мнению Майка Хэйла из газеты The New York Times, «фильм получился убедительный, но не такой эмоциональный и вдохновляющий, как можно было ожидать».
Максим Сухагузов из киножурнала «Сеанс»: «На вступительных титрах трёх главных героинь фильма — Надю, Машу и Катю — представляют так эффектно, как звёзд боевика или героев Квентина Тарантино: со стоп-кадрами в движении, с яркими титрами под „Богородица, Путина прогони!“». По мнению критика, «идеологическая заряжённость лишает свободы восприятия»: «Гонители Pussy Riot, кем бы они ни были, изображены в ироническом или отрицательном ключе. В кадре торжественно появляются защитники Pussy Riot — Мадонна, Йоко Оно или ликующий народ в балаклавах».

## Награды и номинации
| Год  | Премия                                   | Категория                                                                                                   | Номинант                        | Результат |
| ---- | ---------------------------------------- | --- | ------------------------------- | --------- |
| 2013 | «Сандэнс» (программа «Мировое кино»)     | Лучший документальный фильм                                                                                 | Майк Лернер, Максим Поздоровкин | Номинация |
| 2013 | «Сандэнс» (программа «Мировое кино»)     | Специальный приз жюри (с формулировкой «За смелое и чёткое противостояние с властью и сексуальный протест») | Майк Лернер, Максим Поздоровкин | Победа    |
| 2013 | BIFA                                     | Лучший документальный фильм                                                                                 | Майк Лернер, Максим Поздоровкин | Победа    |
| 2013 | Премия женского кружка кинокритиков      | Лучший фильм, не показанный в кинотеатрах или фильм о женщинах (2 место)                                    | Майк Лернер, Максим Поздоровкин | Победа    |
| 2014 | «Cinema for Peace»                       | Лучший документальный фильм                                                                                 | Майк Лернер, Максим Поздоровкин | Победа    |
| 2014 | Новостная и документальная премия «Эмми» | Выдающаяся музыка и звук                                                                                    | Саймон Рассел, Крис Бертолотти  | Победа    |
| 2014 | Cinema Eye Honors Awards                 | Самый запоминающийся персонаж в документальном фильме                                                       | Надежда Толоконникова           | Победа    |

### Комментарии
1. ↑  Так имена указаны во вступительной заставке.
2. ↑  Англ. For their bold and articulate confrontation with power and for the sexy fuck you smurks.